# Bjerkreim
Bjerkreim es un municipio de la provincia de Rogaland en la región de Vestlandet, Noruega. A 1 de enero de 2018 tenía una población estimada de 2826 habitantes.
Se encuentra ubicado al sur del país, cerca de la costa del mar del Norte y del Boknafjorden.